# Mikołaj Mavrogheni
Mikołaj Mavrogheni (rum. Nicolae Mavrogheni, gr. Νικόλαος Μαυρογένης; zm. 1790) – hospodar Wołoszczyzny w latach 1786–1790.
Pochodził ze skromnej greckiej rodziny, zrobił jednak karierę w Stambule dzięki sukcesom swoich protektorów. Mianowany przez sułtana hospodarem wołoskim w 1786 (mimo braku związków z Grekami fanariockimi), objął rządy w obliczu wojny Turcji z Rosją i Austrią (por. VI wojna rosyjsko-turecka i VIII wojna austriacko-turecka), która wybuchła w 1787 i w dużej mierze toczyła się na ziemiach księstw naddunajskich. Mikołaj lojalnie stanął po stronie sułtana, początkowo odnosząc sukcesy, ale po ucieczce na południowy brzeg Dunaju w 1790 został oskarżony o zdradę i stracony.
Okres jego rządów zaznaczył się wzmożoną egzekucją podatków, przede wszystkim ze strony bojarów, oraz ulgami w tym względzie dla innych grup społecznych.